# Maury Povich

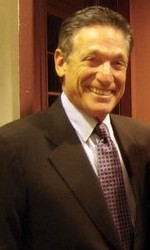
Maury Povich

Maury Povich (geboren als Maurice Richard Povich op 17 januari, 1939 te Washington, District of Columbia, Verenigde Staten) is een Amerikaanse presentator van zijn eigen, controversiële praatprogramma Maury.
Zijn programma, dat sinds 1991 op de Amerikaanse televisie te zien is, toont veel overeenkomsten met de eveneens controversiële Jerry Springer Show. Een verschil is dat er bij Maury niet gevochten wordt op de set. Onderwerpen als relaties, overspel, zwangerschapstesten, seksverslaving en familieruzies zijn aan de orde van de dag. Ook afleveringen met dwergen en baby's met zwaar overgewicht maakten de show bekend.
Maury Povich heeft naast zijn eigen praatprogramma ook opgetreden in Saturday Night Live en presenteerde de special The Michael Jackson Interview: The Footage You Were Never Meant to See die als tegenaanval op Martin Bashirs belastende documentaire uitgezonden werd over de hele wereld. In Nederland werd de special uitgezonden op Yorin.